# Muzeum Politechniki Krakowskiej
Muzeum Politechniki Krakowskiej – uczelniane muzeum powołane w dniu 4 czerwca 2004 roku, a otwarte dnia 30 maja 2005 roku. Muzeum mieści się na kampusie PK, w budynku dawnego aresztu wojskowego (dawny areszt Koszar Arcyksięcia Rudolfa). Muzeum gromadzi i eksponuje muzealia związane z PK oraz z jej patronem – Tadeuszem Kościuszką. Zgodnie z zapisem w akcie powołującym „Muzeum upowszechnia wiedzę o historii Politechniki Krakowskiej, a także o historii techniki i nauki oraz edukacji.”.